# Tour de Francia 1939
El 33.º Tour de Francia se disputó entre el 10 de julio y el 30 de julio de 1939 con un recorrido de 4.224 km. dividido en 18 etapas de las que la segunda, la sexta, la octava, la duodécima, la decimoséptima y la decimoctava estuvieron divididas en dos sectores mientras que la décima y la decimosexta constaron con tres sectores.
Participaron 80 ciclistas repartidos en 10 equipos de 8 corredores, de los que sólo llegaron a París 49 ciclistas, sin que ningún equipo lograra finalizar la prueba con todos sus integrantes.
La cercanía de la Segunda Guerra Mundial, que mantendría suspendido el Tour hasta 1947, hizo que no participaran en esta edición ciclistas de Alemania e Italia

## Etapas
| Etapa    | Fecha     | Recorrido                            | Distancia (km) | Ganador              | Líder           |
| -------- | --------- | ------------------------------------ | -------------- | -------------------- | --------------- |
| 1.ª      | 10 de jul | París-Caen                           | 215            | Amédée Fournier      | Amédée Fournier |
| 2.ª (a)  | 11 de jul | Caen-Vire                            | 63 (CR)        | Romain Maes          | Romain Maes     |
| 2.ª (b)  | 11 de jul | Vire-Rennes                          | 120            | Eloi Tassin          | Jean Fontenay   |
| 3.ª      | 12 de jul | Rennes-Brest                         | 244            | Pierre Cloarec       | Jean Fontenay   |
| 4.ª      | 13 de jul | Brest-Lorient                        | 174            | Raymond Louviot      | René Vietto     |
| 5.ª      | 14 de jul | Lorient-Nantes                       | 207            | Amédée Fournier      | René Vietto     |
| 6.ª (a)  | 15 de jul | Nantes-La Rochelle                   | 144            | Lucien Storme        | René Vietto     |
| 6.ª (b)  | 15 de jul | La Rochelle-Royan                    | 107            | Edmond Pagès         | René Vietto     |
| 7.ª      | 17 de jul | Royan-Burdeos                        | 198            | Raymond Passat       | René Vietto     |
| 8.ª (a)  | 18 de jul | Burdeos-Salies-de-Béarn              | 210            | Marcel Kint          | René Vietto     |
| 8.ª (b)  | 18 de jul | Salies-de-Béarn-Pau                  | 69 (CR)        | Karl Litschi         | René Vietto     |
| 9.ª      | 19 de jul | Pau-Toulouse                         | 311            | Edward Vissers       | René Vietto     |
| 10.ª (a) | 21 de jul | Toulouse-Narbona                     | 148            | Pierre Jaminet       | René Vietto     |
| 10.ª (b) | 21 de jul | Narbona-Béziers                      | 27 (CRI)       | Maurice Archambaud   | René Vietto     |
| 10.ª (c) | 21 de jul | Béziers-Montpellier                  | 71             | Maurice Archambaud   | René Vietto     |
| 11.ª     | 22 de jul | Montpellier-Marsella                 | 212            | Fabien Galateau      | René Vietto     |
| 12.ª (a) | 23 de jul | Marsella-Saint-Raphaël               | 157            | François Neuens      | René Vietto     |
| 12.ª (b) | 23 de jul | Saint-Raphaël-Mónaco                 | 121            | Maurice Archambaud   | René Vietto     |
| 13.ª     | 24 de jul | Mónaco-Mónaco                        | 102            | Pierre Gallien       | René Vietto     |
| 14.ª     | 25 de jul | Mónaco-Digne-les-Bains               | 175            | Pierre Cloarec       | René Vietto     |
| 15.ª     | 26 de jul | Digne-les-Bains-Briançon             | 219            | Sylvère Maes         | Sylvère Maes    |
| 16.ª (a) | 27 de jul | Briançon-Bonneval-sur-Arc            | 126            | Pierre Jaminet       | Sylvère Maes    |
| 16.ª (b) | 27 de jul | Bonneval-sur-Arc-Bourg-Saint-Maurice | 64 (CR)        | Sylvère Maes         | Sylvère Maes    |
| 16.ª (c) | 27 de jul | Bourg-Saint-Maurice-Annecy           | 104            | Antoine van Schendel | Sylvère Maes    |
| 17.ª (a) | 29 de jul | Annecy-Dole                          | 226            | François Neuens      | Sylvère Maes    |
| 17.ª (b) | 29 de jul | Dole-Dijon                           | 59 (CR)        | Maurice Archambaud   | Sylvère Maes    |
| 18.ª (a) | 30 de jul | Dijon-Troyes                         | 151            | René Le Grevès       | Sylvère Maes    |
| 18.ª (b) | 30 de jul | Troyes-París                         | 201            | Marcel Kint          | Sylvère Maes    |

CR = Contrarreloj individual

## Clasificación general
| Clasificación general |                       |              |                   |
| Ciclista              | Ciclista              | Equipo       | Tiempo            |
| --------------------- | --------------------- | ------------ | ----------------- |
| 1.º                   | Sylvère Maes          | Bélgica      | 132 h 03 min 17 s |
| 2.º                   | René Vietto           | Francia      | + 30 min 38 s     |
| 3.º                   | Lucien Vlaemynck      | Bélgica      | + 32 min 08 s     |
| 4.º                   | Mathias Clemens       | Luxemburgo   | + 36 min 09 s     |
| 5.º                   | Edward Vissers        | Bélgica      | + 38 min 05 s     |
| 6.º                   | Sylvain Marcaillou    | Francia      | + 45 min 16 s     |
| 7.º                   | Albertin Disseaux     | Bélgica      | + 46 min 54 s     |
| 8.º                   | Jan Lambrichs         | Países Bajos | + 48 min 01 s     |
| 9.º                   | Albert Ritserveldt    | Bélgica      | + 48 min 27 s     |
| 10.º                  | Cyriel Van Overberghe | Bélgica      | + 49 min 44 s     |